# Stilla, min själ, för Jesus
Stilla, min själ, för Jesus är en psalm med text och musik skriven av James R Mountain. Text översattes till svenska 1922 av Otto Witt och bearbetades 1987 av Gun-Britt Holgersson.

## Publicerad i
- Segertoner 1988 som nr 470 under rubriken "Att leva av tro - Stillhet - eftertanke".[1]